# Maria Hlawka
Maria Juliana Hlawka (gebürtig: Maria Juliana Thomschitz; * 7. April 1914 in Bad Vöslau, Niederösterreich; † 3. Januar 2005 in Wien) war eine österreichische Politikerin.

## Leben
Maria Thomschitz wuchs als Tochter eines Maschinisten in einer Wiener Arbeiterfamilie auf; sie selbst erlernte nach dem Besuch der Bürgerschule den Beruf des Buchbinders. 1931 wurde sie Mitglied der Sozialistischen Arbeiterjugend, der sie bis zum Verbot der sozialdemokratischen Teilorganisation im Februar 1934 angehörte. Im selben Jahr heiratete sie den Beamten Karl Hlawka, dessen Familiennamen sie, wie es damals selbstverständlich war, annahm. Über ihr Leben während der Zeit des Nationalsozialismus ist nichts bekannt.
Nach dem Krieg war sie maßgeblich beim Aufbau der neu gegründeten Sozialistischen Partei Österreichs (wie die SPÖ bis 1991 hieß) im Wiener Gemeindebezirk Favoriten tätig. 1954 wurde sie als Abgeordnete ihrer Partei in den Wiener Landtag und Gemeinderat gewählt; sie übte ihr Mandat rund 24 Jahre, bis 1978, aus. Im Jahr 1967 wurde sie zur Dritten Landtagspräsidentin gewählt, zwei Jahre später, 1969, zur Zweiten Landtagspräsidentin. Zuletzt wurde sie im Jahr 1973 zur Ersten Präsidentin des Wiener Landtags gewählt, ein Amt, das sie bis zur Pensionierung 1978 bekleidete.
Von 1965 bis 1977 war Hlawka Vorsitzende der Wiener SPÖ-Frauenorganisation und von 1966 bis 1978 stellvertretende SPÖ-Bundesfrauenvorsitzende. Es war das einzige Amt, mit dem Hlawka auch überregional Relevanz bekam.
Ihre Urne befindet sich im Familiengrab auf dem Friedhof der Feuerhalle Simmering (Abteilung 7, Ring 3, Gruppe 10, Nummer 31).

## Ehrungen
- 1964: Goldenes Ehrenzeichen für Verdienste um die Republik Österreich
- 1968: Großes Goldenes Ehrenzeichen für Verdienste um das Land Wien mit dem Stern
- 1970: Großes Goldenes Ehrenzeichen für Verdienste um die Republik Österreich[1]
- 1974: Victor-Adler-Plakette
- 1983: Bürger der Stadt Wien
- 2011 wurde eine neue Verkehrsfläche im Sonnwendviertel in Favoriten Hlawkagasse benannt. Sie ist dem Helmut-Zilk-Park und dem Bildungscampus Sonnwendviertel benachbart.